# スネグーラチカ

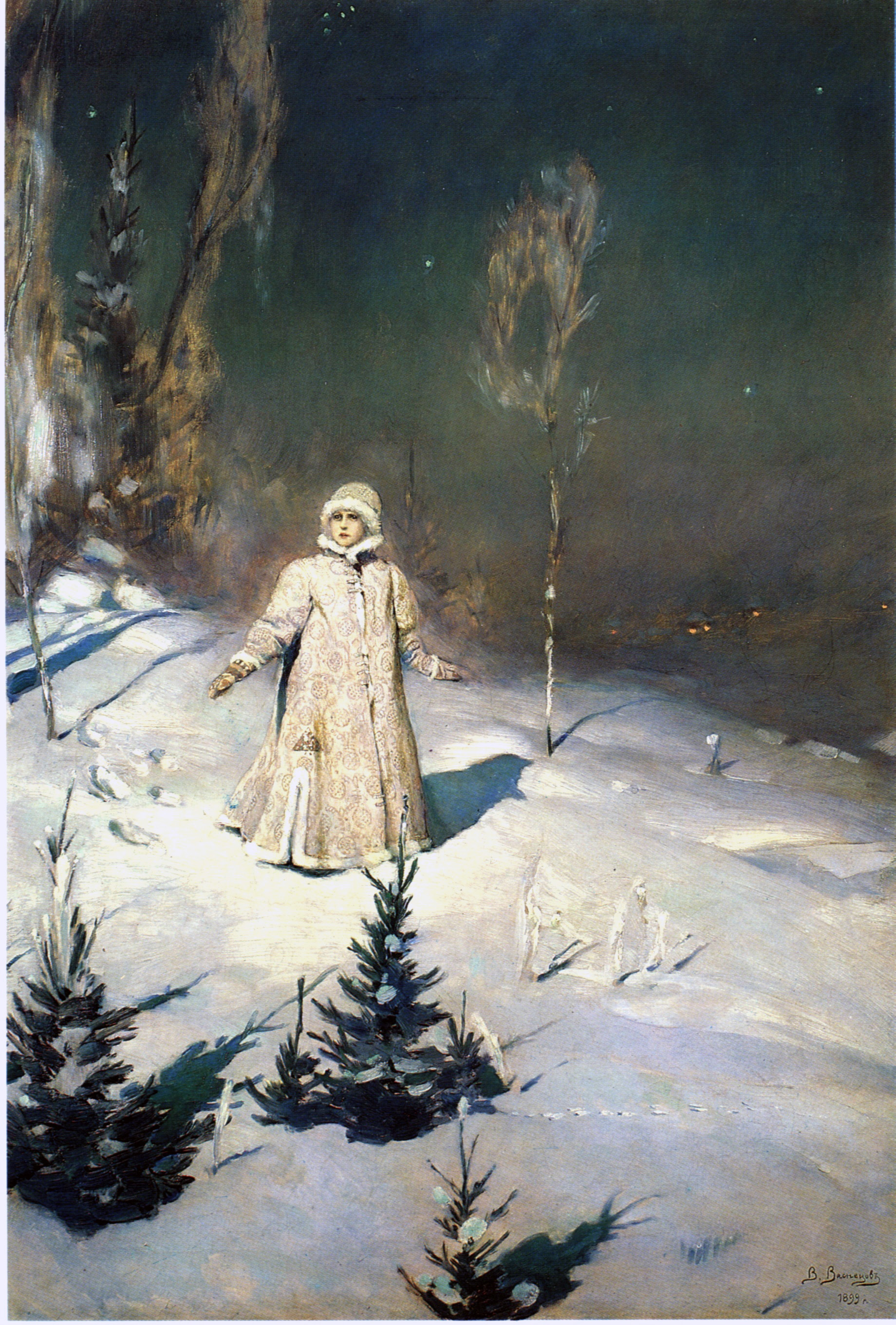
ヴィクトル・ヴァスネツォフの1899年の作品「雪娘」

スネグーラチカ（露: Снегурочка）、スネグールカ（Снегурка）は、ロシアの民間伝承におけるジェド・マロースの孫娘。日本語では雪娘、雪姫などと訳される。なお、ジェド・マロースは西欧におけるサンタクロースに該当する。スネグーラチカはロシアに特徴的なキャラクターであり、西洋のクリスマスおよび新年にまつわる伝承には該当する少女は登場しない。

## 歴史

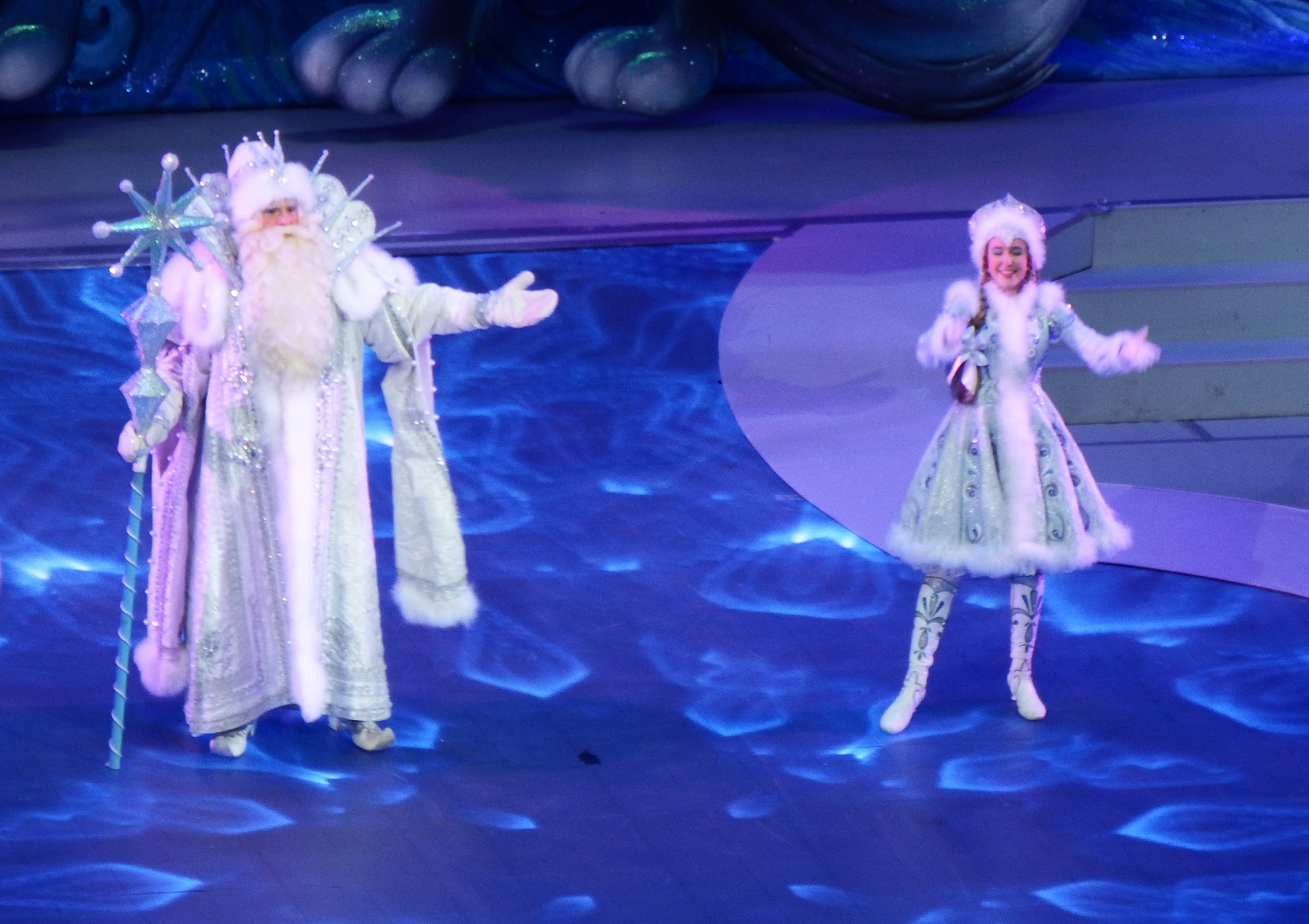
モスクワのクレムリンの式典に登場するジェド・マロースとスネグーラチカ

スネグーラチカはロシアの民間行事には現れないが、ロシア民話においては、雪で作られ命を吹き込まれた少女として登場する。
スネグーラチカの民話は、アレクサンドル・アファナーシエフがその著作『スラヴ人の詩的自然観』の2巻(1867年刊）において研究対象として扱っている。
1873年、アレクサンドル・オストロフスキイがアファナーシエフの影響を受けて戯曲『雪娘』を著した。作品中ではジェド・マロース（霜のお爺さん）とヴェスナ・クラスナ（「麗しき春」の意味の名を持つ春の精）の娘であり、太陽の精ヤリーラを讃える夏の儀式でその身を溶かして消える。スネグーラチカは白く輝く美しい髪の娘として描かれており、縁取りのついた青と白の毛皮（外套、帽子、マフ）を身につけている。初演は失敗に終わった。
1882年、リムスキー＝コルサコフがオストロフスキーにもとづくオペラ『雪娘―春のおとぎ話』を作曲して大成功を収めた。
スネグーラチカは、19世紀末から20世紀初頭にかけて、子供たちが新年に演じる芝居の題目として教育作品の中に登場するようになった。革命前にはスネグーラチカの人形がクリスマスツリーに飾られ、女の子たちはスネグーラチカの扮装をしてオストロフスキイの戯曲やオペラの一場面を演じた。この時はまだ、スネグーラチカはあくまでもジェド・マロースの脇役にすぎなかった。
現在のような位置になったのは、ソ連において新年の祝賀が公式に認められた1935年のことである。当時のクリスマス会関連の書籍において、スネグーラチカはジェド・マロースの孫娘として子供たちとの仲立ちをする役割を担い、ジェド・マロースに並ぶ主要キャラクターとなった。ジェド・マロースとスネグーラチカが初めて共演したのは、1937年初頭のモスクワ、「同盟の家」Дом Союзовにおいてであった。